# 宇佐美通
宇佐美 通（うさみ とおる、1942年5月20日 - ）は、日本の経営者。大鵬薬品工業社長を務めた。茨城県出身。

## 経歴・人物
1966年に國學院大學を卒業し、同年に大鵬薬品工業に入社。2001年9月に社長に就任。2012年4月に取締役に退いた。